# Paweł Gałeczka
Paweł Gałeczka (ur. 13 lipca 1902 w Chorzowie, zm. 22 grudnia 1970 tamże) – hutnik, działacz społeczny i związkowy.

## Życiorys
Urodzony 13 lipca 1902 roku w Chorzowie, w rodzinie robotniczej. Ukończył szkołę powszechną i już jako czternastolatek podjął pracę jako uczeń tokarski. Jako siedemnastolatek został pomocnikiem ślusarskim, ale po kolejnych pięciu latach pracy został zwolniony. Ponownie zatrudniono go po ośmiu miesiącach.
Działacz lewicowych związków zawodowych Freie Arbeiter Union (uwaga zbieżność nazwy z założoną w 1970 roku anarcho-syndykalistyczną federacją związkową w RFN), aż do ich rozwiązania.
Przed wybuchem II wojny światowej, w latach 1934–1939 wiceprzewodniczący chorzowskiego oddziału Związku Robotników Przemysłu Metalowego w Katowicach. Członek Rady Zakładowej w chorzowskiej hucie, działacz ruchu śpiewaczego.
Podczas okupacji działał w ruchu oporu, jako żołnierz konspiracyjnej Gwardii Ludowej Polskiej Partii Socjalistycznej.
Po wojnie działacz PPR. Od 1945 przez cztery lata pełnił obowiązki dyrektora administracyjnego huty "Małapanew" w Ozimku na Opolszczyźnie.
Działacz Związku Zawodowego Hutników, pełnił funkcję kierownika Wydziału Organizacyjnego, później kierownika Wydziału Ekonomicznego Zarządu Głównego ZZH, następnie sekretarza, a od 1961 roku zastępcy przewodniczącego.
W 1963 roku przeszedł na emeryturę. Zmarł 22 grudnia 1970 roku w Chorzowie.

## Odznaczenia
Odznaczony m.in. Orderem Sztandaru Pracy II klasy.